# Filippo Romagna
Filippo Romagna (Fano, 26 maggio 1997) è un calciatore italiano, difensore e capitano del Sassuolo.

## Caratteristiche tecniche
Difensore centrale molto fisico, bravo in fase di marcatura e negli anticipi difensivi, è abile nell'impostazione del gioco; per le sue caratteristiche è stato paragonato ad Andrea Barzagli.

## Carriera

### Club

#### Giovanili
Muove i primi passi nella "Scuola calcio Fanella" per poi trasferirsi al Rimini, entra a far parte del settore giovanile della Juventus nel 2011. Nel 2013 viene promosso alla squadra Primavera, della quale arriverà ad indossare la fascia di capitano. Nel 2016, sotto la guida di Fabio Grosso, trionfa al Torneo di Viareggio, grazie alla vittoria per 3-2 contro il Palermo, e raggiunge le finali di Coppa Italia e campionato.

#### Novara e Brescia
Il 29 agosto 2016 passa, in prestito con diritto di opzione, al Novara, in Serie B. Esordisce tra i professionisti il 22 ottobre 2016, a 19 anni, entrando nel secondo tempo della partita della 10ª giornata di campionato Novara-Avellino (1-0) allo stadio Piola. Il 31 gennaio 2017, dopo mezza stagione a Novara, passa nuovamente in prestito al Brescia, dove ottiene 14 presenze in campionato.

#### Cagliari
Il 28 luglio 2017 viene acquistato a titolo definitivo dal Cagliari, con cui firma un contratto quinquennale. Esordisce in Serie A il 17 settembre 2017, a 20 anni, entrando al 90º della partita SPAL-Cagliari (0-2) disputata allo stadio Mazza di Ferrara. Conclude la sua prima stagione in Serie A con 23 presenze in campionato.
Nella seconda stagione al Cagliari, sotto la guida di Rolando Maran, trova maggiori difficoltà e ottiene unicamente 18 presenze.

#### Sassuolo e Reggiana
Il 2 settembre 2019 viene ingaggiato dal Sassuolo a titolo temporaneo. Con l'allenatore Roberto De Zerbi ottiene 18 presenze in campionato fino alla gara del 9 marzo 2020 contro il Brescia, alla 26ª giornata, nella quale si procura la rottura del tendine rotuleo sinistro.
Nonostante il grave infortunio, il 17 settembre 2020 Romagna viene acquistato a titolo definitivo dal Sassuolo. Dopo un lungo recupero, nella seconda metà del 2022 torna a giocare incontri ufficiali, prima con la squadra Primavera, e poi nelle amichevoli con la prima squadra.
L'8 luglio 2023, viene ceduto in prestito per una stagione alla Reggiana, neopromossa in Serie B.
Una volta rientrato al Sassuolo, a partire dalla stagione 2024-2025 Romagna veste i gradi di vice-capitano della squadra. Il 9 agosto 2024, torna a giocare un incontro ufficiale in maglia neroverde, partendo da titolare nell'incontro di Coppa Italia con il Cittadella, vinto per 2-1.Va in scadenza di contratto il 30 giugno 2025 ma il 9 luglio 2025 il Sassuolo annuncia il suo rinnovo per un'altra stagione con prolungamento automatico per un altro anno al verificarsi di determinate condizioni.

### Nazionale
Nel 2016 con l'Under-19 partecipa, da capitano, all'Europeo Under-19, terminato col secondo posto.
Nell'agosto 2016 riceve la sua prima chiamata in Under-21, per le partite di qualificazione all'Europeo del 2017 contro Serbia e Andorra, nelle quali non viene impiegato.
Il 9 aprile 2017 viene convocato dal CT Gian Piero Ventura ad uno stage della Nazionale A dedicato ai calciatori emergenti.
Con l'Under-20 partecipa al Mondiale Under-20 2017 in Corea del Sud, dove l'Italia ottiene il terzo posto.
Esordisce con la Nazionale Under-21 il 1º settembre 2017, entrando nel secondo tempo della partita amichevole Spagna-Italia (3-0) disputata a Toledo. Gioca con regolarità durante il biennio e nel 2019 viene convocato per l’Europeo Under-21, ma non viene mai impiegato durante la competizione.

## Statistiche

### Presenze e reti nei club
Statistiche aggiornate al 13 maggio 2025.
| Stagione        | Squadra         | Campionato      | Campionato | Campionato | Coppe nazionali | Coppe nazionali | Coppe nazionali | Coppe continentali | Coppe continentali | Coppe continentali | Altre coppe | Altre coppe | Altre coppe | Totale | Totale |
| Stagione        | Squadra         | Comp            | Pres       | Reti       | Comp            | Pres            | Reti            | Comp               | Pres               | Reti               | Comp        | Pres        | Reti        | Pres   | Reti   |
| --------------- | --------------- | --------------- | ---------- | ---------- | --------------- | --------------- | --------------- | ------------------ | ------------------ | ------------------ | ----------- | ----------- | ----------- | ------ | ------ |
| 2016-gen. 2017  | Novara          | B               | 4          | 0          | CI              | 1               | 0               | -                  | -                  | -                  | -           | -           | -           | 5      | 0      |
| gen.-giu. 2017  | Brescia         | B               | 14         | 0          | CI              | -               | -               | -                  | -                  | -                  | -           | -           | -           | 14     | 0      |
| 2017-2018       | Cagliari        | A               | 23         | 0          | CI              | 1               | 0               | -                  | -                  | -                  | -           | -           | -           | 24     | 0      |
| 2018-2019       | Cagliari        | A               | 18         | 0          | CI              | 3               | 0               | -                  | -                  | -                  | -           | -           | -           | 21     | 0      |
| Totale Cagliari | Totale Cagliari | Totale Cagliari | 41         | 0          |                 | 4               | 0               |                    | -                  | -                  |             | -           | -           | 45     | 0      |
| 2019-2020       | Sassuolo        | A               | 18         | 0          | CI              | 0               | 0               | -                  | -                  | -                  | -           | -           | -           | 18     | 0      |
| 2020-2021       | Sassuolo        | A               | 0          | 0          | CI              | 0               | 0               | -                  | -                  | -                  | -           | -           | -           | 0      | 0      |
| 2021-2022       | Sassuolo        | A               | 0          | 0          | CI              | 0               | 0               | -                  | -                  | -                  | -           | -           | -           | 0      | 0      |
| 2022-2023       | Sassuolo        | A               | 2          | 0          | CI              | 0               | 0               | -                  | -                  | -                  | -           | -           | -           | 2      | 0      |
| 2023-2024       | Reggiana        | B               | 13         | 0          | CI              | 2               | 0               | -                  | -                  | -                  | -           | -           | -           | 15     | 0      |
| 2024-2025       | Sassuolo        | B               | 23         | 0          | CI              | 1               | 0               | -                  | -                  | -                  | -           | -           | -           | 24     | 0      |
| Totale Sassuolo | Totale Sassuolo | Totale Sassuolo | 43         | 0          |                 | 1               | 0               |                    | -                  | -                  |             | -           | -           | 44     | 0      |
| Totale carriera | Totale carriera | Totale carriera | 115        | 0          |                 | 8               | 0               |                    | -                  | -                  |             | -           | -           | 123    | 0      |

### Cronologia presenze e reti in nazionale
| Cronologia completa delle presenze e delle reti in nazionale ― Italia under 21 | Cronologia completa delle presenze e delle reti in nazionale ― Italia under 21 | Cronologia completa delle presenze e delle reti in nazionale ― Italia under 21 | Cronologia completa delle presenze e delle reti in nazionale ― Italia under 21 | Cronologia completa delle presenze e delle reti in nazionale ― Italia under 21 | Cronologia completa delle presenze e delle reti in nazionale ― Italia under 21 | Cronologia completa delle presenze e delle reti in nazionale ― Italia under 21 | Cronologia completa delle presenze e delle reti in nazionale ― Italia under 21 |
| Data                                                                           | Città                                                                          | In casa                                                                        | Risultato                                                                      | Ospiti                                                                         | Competizione                                                                   | Reti                                                                           | Note                                                                           |
| ------------------------------------------------------------------------------ | ------------------------------------------------------------------------------ | ------------------------------------------------------------------------------ | ------------------------------------------------------------------------------ | ------------------------------------------------------------------------------ | ------------------------------------------------------------------------------ | ------------------------------------------------------------------------------ | ------------------------------------------------------------------------------ |
| 1-9-2017                                                                       | Toledo                                                                         | Spagna under 21                                                                | 3 – 0                                                                          | Italia under 21                                                                | Amichevole                                                                     | -                                                                              | 75’                                                                            |
| 4-9-2017                                                                       | Cittadella                                                                     | Italia under 21                                                                | 4 – 1                                                                          | Slovenia under 21                                                              | Amichevole                                                                     | -                                                                              | 55’                                                                            |
| 5-10-2017                                                                      | Budapest                                                                       | Ungheria under 21                                                              | 2 – 6                                                                          | Italia under 21                                                                | Amichevole                                                                     | -                                                                              | cap. 61’                                                                       |
| 10-10-2017                                                                     | Ferrara                                                                        | Italia under 21                                                                | 4 – 0                                                                          | Marocco under 21                                                               | Amichevole                                                                     | -                                                                              | 76’                                                                            |
| 14-11-2017                                                                     | Frosinone                                                                      | Italia under 21                                                                | 3 – 2                                                                          | Russia under 21                                                                | Amichevole                                                                     | -                                                                              |                                                                                |
| 22-3-2018                                                                      | Perugia                                                                        | Italia under 21                                                                | 1 – 1                                                                          | Norvegia under 21                                                              | Amichevole                                                                     | -                                                                              |                                                                                |
| 27-3-2018                                                                      | Novi Sad                                                                       | Serbia under 21                                                                | 0 – 1                                                                          | Italia under 21                                                                | Amichevole                                                                     | -                                                                              | 46’                                                                            |
| 25-5-2018                                                                      | Estoril                                                                        | Portogallo under 21                                                            | 3 – 2                                                                          | Italia under 21                                                                | Amichevole                                                                     | -                                                                              | 55’                                                                            |
| 7-9-2018                                                                       | Dunajská Streda                                                                | Slovacchia under 21                                                            | 3 – 0                                                                          | Italia under 21                                                                | Amichevole                                                                     | -                                                                              |                                                                                |
| 11-9-2018                                                                      | Cagliari                                                                       | Italia under 21                                                                | 3 – 1                                                                          | Albania under 21                                                               | Amichevole                                                                     | -                                                                              | 67’                                                                            |
| 11-10-2018                                                                     | Udine                                                                          | Italia under 21                                                                | 0 – 1                                                                          | Belgio under 21                                                                | Amichevole                                                                     | -                                                                              | 59’                                                                            |
| 15-10-2018                                                                     | Vicenza                                                                        | Italia under 21                                                                | 2 – 0                                                                          | Tunisia under 21                                                               | Amichevole                                                                     | -                                                                              |                                                                                |
| 15-11-2018                                                                     | Ferrara                                                                        | Italia under 21                                                                | 1 – 2                                                                          | Inghilterra under 21                                                           | Amichevole                                                                     | -                                                                              |                                                                                |
| 19-11-2018                                                                     | Reggio Emilia                                                                  | Italia under 21                                                                | 1 – 2                                                                          | Germania under 21                                                              | Amichevole                                                                     | -                                                                              |                                                                                |
| 21-3-2019                                                                      | Trieste                                                                        | Italia under 21                                                                | 0 – 0                                                                          | Austria under 21                                                               | Amichevole                                                                     | -                                                                              | 81’                                                                            |
| 25-3-2019                                                                      | Frosinone                                                                      | Italia under 21                                                                | 2 – 2                                                                          | Croazia under 21                                                               | Amichevole                                                                     | -                                                                              | 75’                                                                            |
| Totale                                                                         |                                                                                | Presenze                                                                       | 16                                                                             |                                                                                | Reti                                                                           | 0                                                                              |                                                                                |

## Palmarès

### Club

#### Competizioni giovanili
- Torneo di Viareggio: 1

Juventus: 2016

#### Competizioni nazionali
- Campionato italiano di Serie B: 1

Sassuolo: 2024-2025